# Barbara Keeley
Barbara Mary Keeley (née le 26 mars 1952) est une femme politique du parti travailliste britannique qui est députée de 2005 à 2024, d'abord pour Worsley puis pour Worsley et Eccles South en 2010. Elle est chef adjointe de la Chambre des communes de 2009 à 2010 et sert dans le Cabinet fantôme de Jeremy Corbyn comme ministre du cabinet fantôme chargé de la santé mentale et des soins sociaux de 2016 à 2020. Elle entre à la chambre des lords en 2024.

## Jeunesse
Keeley fait ses études au Mount St Mary's College de Leeds et à l'Université de Salford, où elle obtient un BA en politique et en histoire contemporaine.
Elle commence sa carrière chez IBM, d'abord en tant qu'ingénieur système, puis en tant que responsable de l'ingénierie des systèmes sur le terrain. Plus tard, elle est consultante indépendante, travaillant sur les questions de régénération communautaire dans le nord-ouest de l'Angleterre.
Elle est élue conseillère travailliste au Conseil de Trafford en 1995, et est membre du Priory Ward jusqu'en 2004. Elle est membre du cabinet pour les enfants et les jeunes, la petite enfance et la garde d'enfants et la santé et le bien-être. De 2002 à 2004, elle est membre du Cabinet pour l'éducation, les services sociaux pour enfants et tous les services pour les enfants et les jeunes et directrice d'un Pathfinder Children's Trust. Elle est membre de l' Union GMB, du Parti coopératif et de la Fabian Society.
De 2002 à 2005, elle travaille comme consultante auprès de l'organisme de bienfaisance, le Princess Royal Trust for Carers, effectuant des recherches sur les problèmes des aidants, en particulier ceux liés aux soins de santé primaires. Elle est co-auteur des rapports Carers Speak Out et Primary Carers.
Elle est mariée à Colin Huggett.

## Carrière parlementaire
Le 8 février 2006, elle est nommée secrétaire privée parlementaire (SPP) au Cabinet Office, en collaboration avec le ministre du Cabinet, Jim Murphy. En juin 2006, elle suit Jim Murphy quand il devient ministre d'État au ministère du Travail et des Pensions.
Le 16 décembre 2006, elle est désignée candidate du Parti travailliste pour la circonscription de Worsley et Eccles South, à la suite de changements de frontières affectant Worsley.
En 2007, elle parraine la semaine des aidants (11 juin - 17 juin). Elle présente un projet de loi d'initiative parlementaire - le projet de loi sur les soignants (identification et soutien) - à la Chambre des communes le 24 avril de la même année. Le projet de loi aurait obligé les organismes de santé à identifier les patients qui sont des soignants ou qui ont un soignant et prévoirait des dispositions relatives aux responsabilités des autorités locales et des écoles pour les besoins des jeunes soignants.
En juin 2007, Keeley est nommée PPS de Harriet Harman, secrétaire d'État pour les femmes et l'égalité et nommé par Gordon Brown pour présider le groupe chargé de rédiger la partie du manifeste du Parti travailliste sur la protection sociale. En octobre 2008, elle est whip adjoint du gouvernement et, en juin 2009, est promue leader adjointe de la Chambre des communes. En juin 2010, elle est nommée membre de l'équipe Shadow Health et chef adjoint de l'ombre de la Chambre.
Elle s'est présentée aux élections du cabinet fantôme de 2010, arrivant 23e. Elle est ministre fantôme du ministère des Communautés et des Gouvernements locaux jusqu'en octobre 2011.
Elle est nommée membre de l'équipe de santé fantôme en septembre 2015 en tant que ministre fantôme des personnes âgées, des soins sociaux et des soignants.
Elle soutient Owen Smith lors des élections à la direction du Parti travailliste de 2016.
Elle est créée baronne Keely et entre à la chambre des lords le 13 août 2024.